# Jama Žiglovica

Lega kraja v Atlasu okolja

Jama Žiglovica je stopnjasto in poševno brezno, ki se nahaja v Mali gori pod Seljanom okoli 800 metrov vzhodno od Francetove jame. 
Pri Žiglovici se je 28. julija 1942 zgodil vojni zločin med 2. svetovno vojno na Slovenskem, ko so slovenski partizani pomorili in zmetali v brezno 12 ljudi (po navedbah Družine).